# Olive (zespół muzyczny)
Olive – grupa muzyczna, założona w 1994 roku w Anglii przez Tima Kelletta, znana głównie za sprawą singla „You're Not Alone”.
W 1991 roku Tim Kellett opuścił zespół Simply Red. W 1994 roku utworzył wraz z Ruth-Ann Boyle i Robinem Taylorem-Firthem nową grupę. W 1996 ukazał się pierwszy album Olive, zatytułowany Extra Virgin. Po odejściu Robina Taylora-Firtha, w 2000 ukazał się drugi i zarazem ostatni album zespołu – Trickle.